# Distretto di Zhangdian
Il distretto di Zhangdian (张店区S, Zhāngdiàn QūP) è un distretto della Cina, situato nella provincia dello Shandong e amministrato dalla prefettura di Zibo.